# Сент-Питер (Барбадос)
Сент-Пи́тер (англ. Saint Peter) — один из одиннадцати приходов Барбадоса. Получил своё название по имени христианского святого и покровителя острова святого Петра. Расположенная на севере страны. Крупнейший город — Спайтстаун.
Приход граничит с приходами Сент-Эндрю на юго-востоке, Сент-Джеймс — на юге и Сент-Люси — на севере.
На территории прихода размещается национальный парк Фэрли Хилл. Ещё одной достопримечательностью Сент-Питера является аббатство Сент-Николас.